# Pawel Sewjarynez

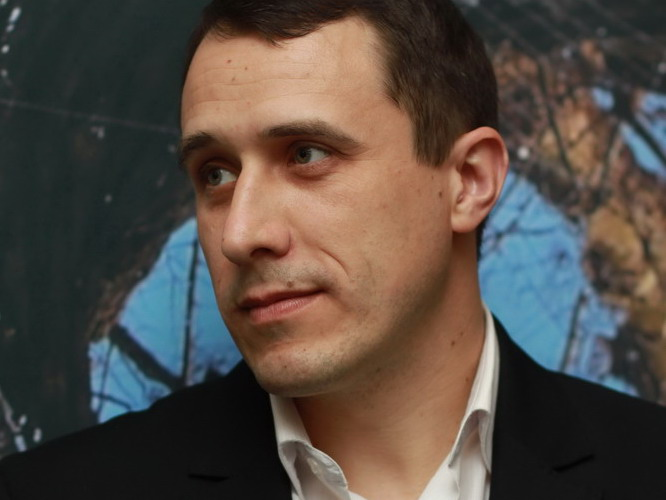
Pawel Sewjarynez

Pawel Kanstanzinawitsch Sewjarynez (belarussisch Павел Канстанцінавіч Севярынец; * 30. Dezember 1976 in Orscha, Belarussische SSR) ist ein belarussischer Journalist, Schriftsteller und politischer Aktivist. Er ist einer der Mitbegründer der Jugendorganisation Malady Front und Covorsitzender der Partei Belarussische Christdemokratie.
Seit dem 7. Juni 2020 befindet er sich in Haft. Amnesty International betrachtet ihn als gewaltlosen politischen Gefangenen und fordert seine Freilassung. Am 25. Mai 2021 wurde er wegen des Vorwurfs der Organisation von Massenunruhen zu sieben Jahren Haft verurteilt.

## Leben
Sewjarynez studierte Geographie an der Belarussischen Staatlichen Universität. Einem Bericht des Außenministeriums der Vereinigten Staaten zufolge soll die Universität zunächst die Studienabschlussarbeit von Sewjarynez nicht anerkannt haben. Erst auf Druck von Menschenrechtsgruppen wurde die Arbeit von Sewjarynez anerkannt. 1995 trat er der Partyja BNF bei und wurde im Februar 1997 einer der Vorsitzenden der Jugendorganisation dieser Partei. Im September 1997 war Sewjarynez Mitbegründer der Jugendorganisation Malady Front. Zwischen 1994 und 1999 arbeitete er als Journalist für mehrere staatliche und private Zeitungen.
Am 31. Mai 2005 wurde Sewjarynez für die Organisierung von Massenprotesten gegen den Staatspräsidenten Aljaksandr Lukaschenka zu drei Jahren Zwangsarbeit verurteilt und 2007 wieder freigelassen. Die Menschenrechtsorganisation Human Rights Watch führte diesen Vorfall in ihrem Jahresbericht zur Menschenrechtslage in Belarus an. Amnesty International forderte damals seine umgehende Freilassung. Der damalige Hohe Vertreter für die Gemeinsame Außen- und Sicherheitspolitik der Europäischen Union Javier Solana sowie die US-amerikanische Botschaft in Minsk kritisierten den Urteilsspruch gegen Sewjarynez. Am 2. August 2005 verurteilte die Europäische Union in einer Stellungnahme das Urteil gegen Sewjarynez. Der Assistant Secretary of State Sean McCormack nannte das Urteil "skandalös". Eberhard Heyken, Büroleiter der Organisation für Sicherheit und Zusammenarbeit in Europa in Minsk sprach ebenso davon, dass das Urteil gegen Sewjarynez ungerechtfertigt sei. CDU-Generalsekretär Ronald Pofalla forderte in einer Rede zur Eröffnung der Belarus-Konferenz der Konrad-Adenauer-Stiftung vom 26. Juni 2007 explizit die Freilassung von Sewjarynez und Mikalaj Statkewitsch.
Bei der Präsidentschaftswahl in Belarus 2010 leitete er das Wahlkampfteam von Wital Rymascheuski und wurde im Zuge der Proteste in der Wahlnacht des 19. Dezember infolge der Wahl erneut festgenommen. Wegen der Teilnahme an den Protesten wurde er am 16. Mai 2011 zu drei Jahren Haft verurteilt und am 19. Oktober 2013 freigelassen. Der Rat der Europäischen Union führte in einem Dokument zum Beschluss über Sanktionen gegen belarussische Regierungsbeamte Sewjarynez als "international anerkannten politischen Gefangenen" an.
Von der Jamestown Foundation wurde Sewjarynez als einer der bekanntesten möglichen Kandidaten für die Präsidentschaftswahl in Belarus 2020 angeführt, wobei es als unsicher galt, ob er überhaupt angesichts seiner Vorstrafen registriert werden würde. Am 7. Juni 2020 wurde Sewjarynez wegen seiner Teilnahme an früheren Protesten verhaftet und zu 75 Tagen „Verwaltungsarrest“ verurteilt. Seitdem konnte er sich nicht mehr mit seinem Anwalt treffen und befand sich teilweise in Einzelhaft. Nach Angaben seiner Ehefrau und mehrerer mittlerweile entlassener Mitgefangener muss Sewjarynez ohne Matratze auf einer Pritsche schlafen, die tagsüber hochgezogen und an die Wand geklappt wird, sodass er sonst nur einen Eisenhocker benutzen darf. Ein Wasseranschluss ist nicht vorhanden und körperliche Betätigung ist ihm nicht gestattet. Außerdem wurde ihm seine Bibel weggenommen. Am 31. August wurde bekannt, dass seine Haftstrafe um zwei weitere Monate verlängert worden ist. Der Vorsitzende der Europäischen Volkspartei Donald Tusk fordert dessen Freilassung. Medienberichten zufolge soll Sewjarynez im Juni aus Protest gegen die schlechten Haftbedingungen sich die Pulsadern aufgeschnitten haben. Der Europaabgeordnete Michael Gahler übernahm eine Gefangenenpatenschaft für ihn.
In einem Interview mit dem Sender Radio Free Europe/Radio Liberty aus dem Jahr 2016 äußerte sich Sewjarynez kritisch zu einer generellen Akzeptanz von Homosexualität. Wörtlich erklärte er: „Jeder hat das Recht, sich so zu verhalten, wie er es für richtig hält. Dies kann jedoch nicht als soziale Norm auferlegt werden. Es ist einfach unmöglich. Es wird mit der Zerstörung der Nation, der Gesellschaft enden.“ Weil der Europaabgeordnete Rasmus Andresen (Bündnis 90/Die Grünen) Sewjarynez wegen solcher Aussagen Homophobie vorwarf, wurde dieser im September 2020 von einer Nominierungsliste für den Sacharow-Preis gestrichen.
Am 25. Mai 2021 wurde er von einem Gericht in Mahiljou wegen des Vorwurfs der Organisation von Massenunruhen zu sieben Jahren Haft verurteilt.

## Auszeichnungen
Sewjarynez wurde 2007 mit dem Ales-Adamowitsch-Preis des belarussischen PEN-Zentrums ausgezeichnet. 2013 erhielt Sewjarynez den Franzischak-Aljachnowitsch-Preis des belarussischen PEN-Zentrums.
Im Jahr 2007 wurde Sewjarynez mit dem Hanno R. Ellenbogen Citizenship Award ausgezeichnet.

## Bücher
- "Ды-джэі Адраджэньня" (1998)
- "Пакаленьне Маладога Фронту" (2002)
- "Нацыянальная ідэя" (2005)
- "Лісты зь лесу" (2007)
- "Брату" (2007).
- "Беларуская глыбіня" (2015)
- "Беларуская Хрысціянская Дэмакратыя" (2017)
- "Беларусалім. Золак" (2017)